# Софија Брахе
Софија (или Софи) Тот Ланге (рођена Брахе; Кнудструп, 24. август 1559. или 22. септембар 1556 – Хелсингер, 1643), позната по свом девојачком презимену, била је данска племкиња и хортикултуриста са познавањем астрономије, хемије и медицине. Радила је заједно са својим братом Тихом Брахеом на астрономским посматрањима.

## Биографија
Рођена је у замку Кнудструп, Данска, као најмлађе од десеторо деце, у породици Оте Брахеа, саветника краља Данске; и Беате Биле Брахе, вође краљевског домаћинства краљице Софије Мекленбуршке. Софијин најстарији брат био је астроном Тихо Брахе. Иако је он био више од једне деценије старији од ње и одрастао у одвојеном домаћинству, прилично су се зближили у време када је Софија била тинејџерка. Брата и сестру спајао је њихов рад у науци, као и противљење њихове породице науци као одговарајућој делатности за припаднике аристократије. Обоје су желели живот испуњен науком и знањем уместо обављања дужности племства.
Удала се за Ота Тота 1579. године, када је он имао 33 године, а она најмање двадесет година, иако је вероватно била старија. Имали су једно дете пре његове смрти 23. марта 1588. Њихов син је био Таге Тот, рођен 1580. године. Након мужевљеве смрти, Софи Тот је управљала његовом имовином у Ериксхолму (данас замак Тролехолм), управљајући имањем како би било профитабилно док њен син не постане пунолетан. За то време, поред студија хемије и медицине, постала је и хортикултуриста. За баште које је створила у Ериксхолму речено је да су биле изузетне. Софи је била посебно заинтересована за проучавање хемије и медицине према Парацелзусу, у којима би мале дозе отрова могле послужити као јаки лекови, и користила је своје вештине за лечење локалних сиромаха. Софи је уживала делимичну слободу која јој је била дозвољена у области медицине. Међутим, жене често нису имале право да стекну факултетску диплому, чији недостатак је спречавао да се бави медицином као легитимни лекар. Слично томе, била је посвећена проучавању астрологије и помагала свом брату у изради хороскопа.
Софија је наставила да често посећује опсерваторију и алхемичарску лабораторију Уранијенборг Тихоа Брахеа где је упознала Ерика Лангеа, племића који је студирао алхемију и Тиховог пријатеља. Ерик Ланге је био племић, али је имао мало свог новца. Његово испитивање алхемије оставило га је финансијски нестабилним. Посебно је био фиксиран на производњу злата, што је довело до његових новчаних проблема. Године 1590. Софија је 13 пута посетила Уранијенборг и верила се за Лангеа. Пошто је Ланге потрошио већину свог богатства на алхемијске експерименте, њихов брак је одложен неколико година док је избегавао своје повериоце и отпутовао у Немачку да покуша да пронађе покровитеље за свој рад. Тихо Брахе је написао латинску епску песму „Уранија Титани“ док је пар био растављен, изражену као писмо његове сестре Софије њеном веренику 1594. Тихо представља Софију као Уранију, музу астрономије, што је још један показатељ његовог поштовања према њеним научним подухватима.
Године 1599. посетила је Лангеа у Хамбургу, али су се венчали тек 1602. у Екернфердеу. У овом граду су неко време живели у крајњем сиромаштву. Софи је написала дугачко писмо својој сестри Маргрети Брахе, описујући да је морала да носи чарапе са рупама на свом венчању. Лангеова свадбена одећа морала је да буде враћена у залагаоницу после венчања, јер пар није могао да приушти да је задржи. Љутила се на своју породицу што није прихватила њене студије науке и што јој је одузела новац који јој дугује. До 1608. године Ерик Ланге је живео у Прагу и умро је тамо 1613. 
Софија је често била исмевана и избегавана због свог личног живота и брака. Многи су је осуђивали због брака са Ериком Лангеом којем су се противили сви у њеној породици осим њеног брата Тихоа.
Софи Брахе је лично финансирала рестаурацију локалне цркве Иветофта. Тамо је планирала да буде сахрањена, а поклопац за њен неискоришћени саркофаг остаје у оружарници цркве. 1616. она се трајно преселила на Селанд и настанила се у Хелсингеру. На Селанду је  радила првенствено на хортикултури и лековитим биљкама. Провела је своје последње године пишући генеалогију данских племићких породица, објављујући прву већу верзију 1626. (било је и каснијих додатака). Њено дело се и даље сматра главним извором за рану историју данског племства (Det Kongelige Bibliotek). Умрла је у Хелсингеру 1643. године и сахрањена је у старој цркви Торлоса у селу Торлоса, источно од града Ландскруна у тадашњој Данској, а сада у јужној Шведској. У тој цркви се налазила погребна капела за породицу Тот која је остала неко време и након што је сама црква срушена средином 19. века (у близини је подигнута нова црква Торлоса). Тренутно, камена поставка означава обрисе капелеТотових, док надгробни споменик Софи Брахе још увек стоји на свом месту.

## Каријера и истраживање
Тихо је написао да је Софију обучавао у хортикултури и хемији, али ју је обесхрабривао да студира астрономију. Уместо тога, Софија је сама научила астрономију, проучавајући књиге на немачком и плаћала је превод латинских књига својим новцем како би и она могла да их чита. Касније у обе њихове каријере, Тихо је почео да је обесхрабрује да настави своје истраживање астрономије јер је веровао да је то превише сложено за таленте једне жене.
Међутим, већи део Тиховог страха од Софијиног учења заправо није произашао из забринутости око њене способности да изводи астрономска посматрања. Уместо тога, бринуо се да она неће моћи да постигне ниво разумевања неопходан за рад у области астрологије, која је била нераскидиво повезана са астрономијом. Од Брахеових се, као астронома, очекивало да обезбеде хороскопе, које су њихови купци схватили веома озбиљно.
Софија је често посећивала Уранијенборг, Тихову опсерваторију на тадашњем данском острву Хвен. Тамо му је помагала у астрономским запажањима везаним за његову публикацију De nova stella, или На новој звезди. Конкретно, помогла је у низу посматрања 11. новембра 1572. године, што је довело до открића супернове која се сада зове СН 1572, као и посматрања помрачења Месеца 8. децембра 1573. године Откриће СН 1572 било је посебно значајно по томе што је додато све већем броју доказа који као да побијају геоцентрични модел универзума. Софијина помоћ је такође била кључна у Тиховом раду на орбитама, који је био темељ савремених метода коришћених за предвиђање положаја планета. Тихове студије орбита укључивале су најпрецизнија мерења кретања планета направљена пре проналаска телескопа, и док је Тихо створио многе астрономске уређаје који су се користили за спровођење мерења, Софија је била међу асистентима који су заиста извршили мерења. Тихо је, међутим, имао и друге асистенте, и док је Софија била присутна за свако од ових открића, није познато у којој мери је она лично допринела. Тихо је ипак похвалио Софију за њене напоре, позивајући се са дивљењем на Софијин animus invictus, или „одлучан ум“.
Након низа доприноса 1570-их, Софија је постигла више аутономије у погледу својих астрономских истраживања него раније. Упркос озбиљним сумњама које је Тихо раније изнео у вези са Софијином способношћу да разуме нијансе хороскопа, када је често био одсутан из Уранијенборга између 1588. и 1597. године, Софија је преузела већи део Тихоових астролошких одговорности према њиховим клијентима.
Након што су Брахеови направили нека значајна запажања, Тихо је затражио новац од данског краља Фредерика II како би кренуо даље са више објеката за посматрање у Хвену. Краљ је био под утиском да су опсерваторије за Тиха и његова лична истраживања; међутим, познато је да су неке од опсерваторија направљене да би Софија радила на сопственим посматрањима. Велики део података који су прикупљени током Тиховог живота пренети су његовом ученику Јохану Кеплеру, а не његовој сестри Софији Брахе. Може се рећи да је рад у коме је Софија Брахе помагала свом брату поставио темеље за сер Исака Њутна. 

## Уранија Титани
„Уранија Титани“ је била песма од шест стотина стихова написана у фебруару 1594. о измишљеној љубавној преписци између Софије и Ерика. Песма је написана 1594. године, али ју је 1668. објавио Педер Ресен. „Уранија Титани“ је написана у овидијанском хероидном облику. Песма се чита као низ писама једне протагонисткиње њеном љубавнику. Име форме, Овидијев хероид, потиче од римског песника Овидија.
Песма "Уранија Титани" је оспоравана у погледу тога ко ју је написао: неки кажу да је то била Софија, док други верују да је то био њен брат Тихо. Педер Ресен, издавач „Ураније Титани”, сматрао је да је Софија аутор због своје улоге наратора. Међутим, Тихо је 26. јула 1594. написао писмо Томасу Крејгу, у коме је навео да је он аутор. Исто тако, овидијански хероидни облик никада није коришћен у Данској, одакле је Софи. Прва песма у том облику из Данске, за коју знамо, настала је 1775. године. То би било отприлике 200 година након што је "Уранија Титани" написана. Стога је вероватноћа да је Софија знала за ову врсту песме мала у поређењу са њеним братом. Нема доказа који би доказали да је Тихова изјава Томасу Крејгу нетачна. У међувремену, неки мисле да је Софи помогла Тиху да напише „Уранију Титани“. То је зато што је Тихо написао песму на латинском, језику којим Софија није течно говорила. Ипак, песма је била веома лична, па неки људи мисле да је Тихо морао да помогне у стварању „Ураније Титанија“.
„Уранија Титани“ садржи љубавну причу и описе Софијиног, Тиховог и Ериковог хороскопа, што помаже историчарима да сузе њихове тачне датуме рођења. У песми Тихо представља Софију као Уранију, музу астрономије у грчкој митологији, а Ерика као Титана, Урановог сина (митологија). Софија је приказана како жуди за својим мужем док је он студирао алхемију у иностранству. Песма садржи личне и осетљиве информације. „Уранија Титани“ је успоставила сазависност коју су одржавали Софија и Тихо, укључујући и њихова слична уверења. Најзад, песма је била велики показатељ да је Тихо који је објавио своју везу са сестром, успостављајући се као ренесансни човек и не стидећи се свог рада са сестром.

## Генеалогија
Софија је позната по свом раду у генеалогији. Софијино прво дело је завршено 1600. године. За то време, родослов је смештен у документе који се називају породичним књигама. Ове књиге су садржале многе аспекте породичног живота, као што су чланови породице, традиције и различите породичне гране. У Софијине преводе своје породичне књиге она је укључила писма и преписку са другим женама у вези са њиховим испреплетеним наслеђем и могућим рођацима. Софија је такође укључивала анегдоте из своје породице и ретко је стављала сопствене коментаре у своје радове. Софијин рад је био уобичајен међу женама у њено време, јер су жене биле цењене због свог лепог стила и способности да одржавају своје домаћинство.

## Наслеђе
Софи, заједно са својим братом Тихом, представљају процват писмености и науке током данске ренесансе. Блиско је сарађивала са својим братом у његовим научним подухватима и сматра се да је деловала као његова муза. Њих двоје су били толико блиски да је песник Јохан Л. Хајберг опомињао да „Данска никада не сме заборавити племениту жену која је по духу много више од крви и меса била сестра Тиха Брахеа; сјајна звезда на нашем данском небу је заиста двострука." Године 1626. Софи је завршила рукопис од 900 страница о родословима 60 данских племићких породица, који се налази у Универзитету Лунд.